# Karl Darlow
Karl Darlow, född 8 oktober 1990, är en engelsk fotbollsmålvakt som spelar för Leeds United. 

## Karriär
Darlow flyttades 2010 upp från ungdomsakademin till Nottingham Forests A-trupp.
Den 31 januari 2023 lånades Darlow ut av Newcastle United till Hull City på ett låneavtal över resten av säsongen 2022/2023. Den 29 juli 2023 värvades Darlow av Leeds United, där han skrev på ett treårskontrakt.